# 假边果鳞毛蕨
假边果鳞毛蕨（学名：Dryopteris caroli-hopei）为鳞毛蕨科鳞毛蕨属下的一个种。